# Дарин, Дмитрий Александрович
Дми́трий Алекса́ндрович Да́рин (род. 31 декабря 1964, Ленинград, СССР) — поэт, писатель и публицист. Член Союза писателей России, ЛНР и ДНР, член Союза журналистов России, член песенной комиссии Союза московских композиторов, член редколлегий литературных журналов "Невский альманах", (С.-Петербург) "Новая Немига литературная" (Беларусь), ряда других. Печатался в «Нашем современнике», «Роман-газете», «Литературной газете», «Московском литераторе», «Суре», «Севере» и других центральных и региональных изданиях.

## Биография
Родился в Ленинграде в 1964 году в семье капитана дальнего плавания и учительницы русского языка. Автор 11 поэтических сборников и трёх книг прозы.
На стихи автора написано около 300 произведений академической и популярной музыки, вошедших в репертуар А. Морозова, И. Кобзона, А. Маршала, О. Иванова, В. Преснякова (ст.) и Владимира Преснякова, М. Евдокимова, Н. Крыгиной, А. Кальянова, А. Глызина, Н. Шацкой, А. Шалунова, С. Зыкова, М. Павлова, Т. Ветровой, А. Пахмутова, И. Ушуллу, Т. Липовенко, Н. Горобца, А. Петрухина и гр. «Губерния», гр. «Самоцветы», Государственного ансамбля российского казачества «Казачий курень» (Волгоград), Государственного Академического хора народного хора им. Е. Попова (Рязань), Государственного ансамбля казачьей песни "Криница" (Краснодар), Камерного хора «Нижний Новгород» и других исполнителей.
Автор хоровой кантаты «Сказ о Козьме Минине и граде Нижнем Новгороде», 2023; исторической оратории "Вехи Победы", 2025.
Поэзия Дмитрия Дарина переведена на арабский, испанский, болгарский и французский языки.
В 2013 г. издана первая книга прозы «Русский лабиринт» (изд. «Вече»).
В 2017 г. вышла вторая книга прозы — «Синдром Бабочки» (изд. Фонда «Осиянная Русь») — с одноимённой повестью и новыми рассказами.
В 2025 году вышла книга малой прозы «Рассказы о нас» (изд. Фонда «Осиянная Русь») с 40 рассказами, взятыми из жизни.
Лауреат Большой Премии им. С. Есенина «О Русь, взмахни крылами» 2005 г., лауреат Международного фестиваля патриотической песни «Красная гвоздика» (2015, 2016), лауреат литературных премий им. М.Ю. Лермонтова (2019), «Имперская культура» им. Э. Ф. Володина (2022), других многочисленных конкурсов и премий. Отмечен памятной медалью Министерства культуры России им. А.П. Чехова (2010), медалью литературной Премии «Святое русское слово» (2014), медалью «Сергей Есенин» Государственного музея-заповедника С.А. Есенина (2018), Почётным знаком Рязанского землячества в г. Москве (2022).
С октября 2009 года — Сопредседатель Комитета, Председатель отборочного жюри Международной Литературной Премии им. Сергея Есенина "О Русь, взмахни крылами".
С 2015 г. — Председатель редакционного Совета общественно-литературного портала и координатор национального фестивального движения «Осиянная Русь». Член Авторского Совета РАО (Российское Авторское общество). Член Российского военно-исторического общества. Действительный член Петровской академии наук и искусств. Доктор экономических наук.

## Библиография

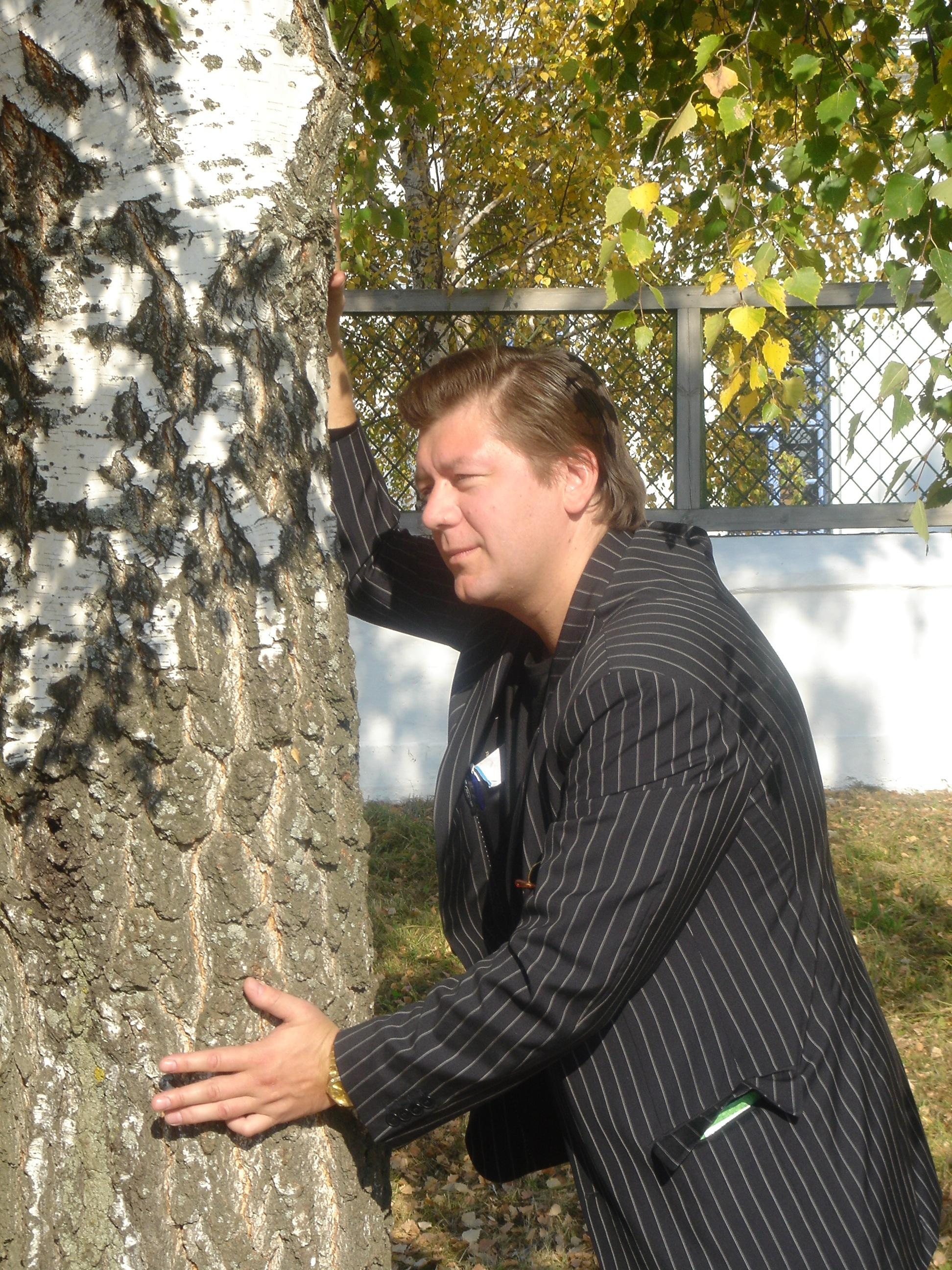
В Константиново

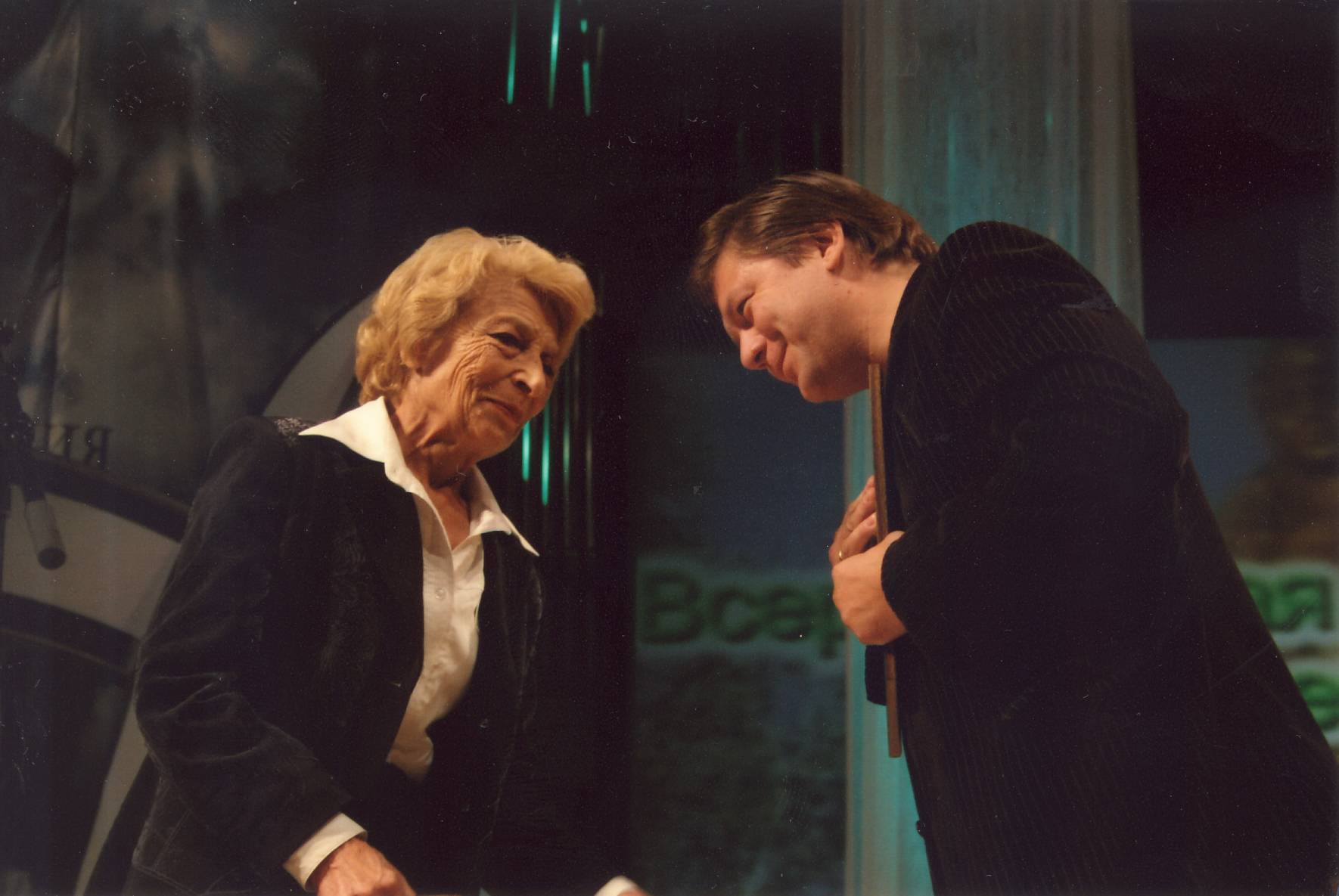
Племянница Сергея Есенина Светлана Петровна Есенина вручает Международную литературную премию поэту Дмитрию Дарину

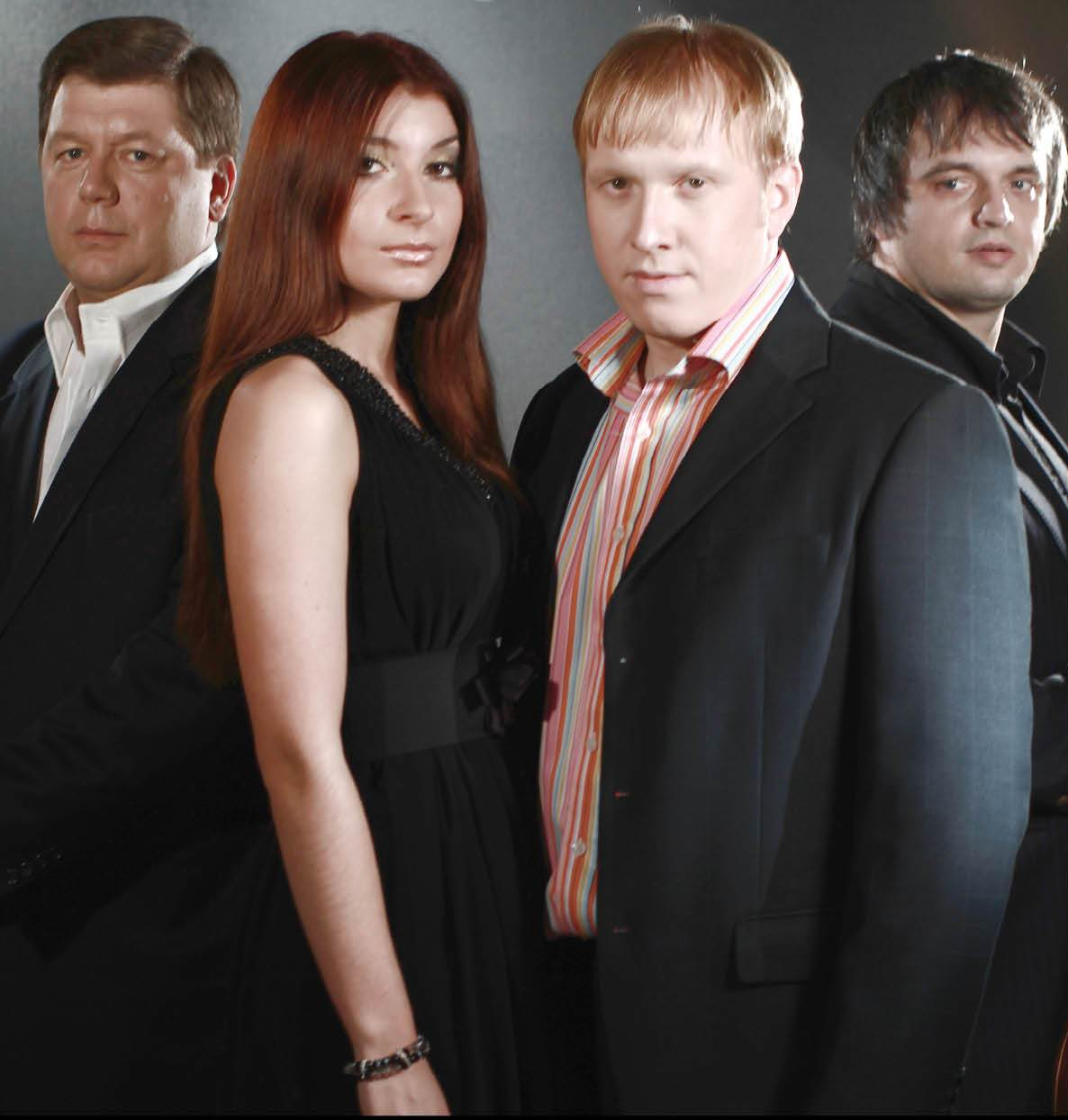
Группа «Рядовой Дарин» — лауреат Шансон года 2005